# 2e groupe d'autos-mitrailleuses et autos-canons
Pour les articles homonymes, voir 2e groupe (unité militaire).
Le 2e groupe d'autos-mitrailleuses et autos-canons (ou 2e GAMAC), petite unité de l'armée française, est créé le 27 septembre 1914 par le général Gallieni à partir de quelques effectifs de la Marine pour apporter une puissance de feu mobile aux armées combattant dans le Nord et en Belgique. Affecté le 1er juillet 1916 à l'état-major de la 3e division de cavalerie, il devient escadron d'autos-mitrailleuses de cavalerie (E.A.M.C.) le 1er novembre 1922.

## Création, dénominations et affectations
Créé fin septembre 1914 par le général Gallieni, gouverneur militaire de Paris, le 2e groupe d'autos-canons de la Marine est initialement affecté, en tant qu'élément non endivisionné (ENE), au Q.G. du 1er corps de cavalerie, sous le commandement du général Conneau. En 1915, le groupe est fréquemment détaché à la 1re division de cavalerie. Dès sa reconstitution comme groupe d'autos-mitrailleuses et d'autos-canons de cavalerie (GAMAC), il est organiquement rattaché à la 3e division de cavalerie jusqu'à la fin des hostilités. Cette affectation perdure après l'armistice, pendant les quelques mois d'occupation en Allemagne, puis en garnison à Strasbourg jusqu'au 1er novembre 1922, date de sa transformation en escadron d'autos-mitrailleuses de cavalerie. 

## Historique des campagnes et batailles

### Campagne contre l'Allemagne
1914
- Lancé dans la course à la mer quelques heures après le 1er groupe d'autos-canons de la Marine, le 2e groupe sillonne le Douaisis en octobre pour y être employé dans plusieurs actions d'appui-feu à l'infanterie. Il continue d'être impliqué dans les combats menés du 1er au 15 novembre par le 1er corps de cavalerie à l'ouest et au Nord-Ouest de Lille puis vers la frontière belge vers Kemmel, Neuve-Église, Messines avant de progresser vers Ypres.
- Le 15 novembre il est retiré du front, dirigé vers le sud par Arques et Saint-Pol-sur-Ternoise avant de gagner Frévent où il stationne tout le mois de décembre avec le 7e groupe.

1915
- Le 1er corps de cavalerie, y compris ses éléments non endivisionnés comme le 2e groupe d'autos-canons, est en service de tranchées dans le Pas-de-Calais à Liévin pendant le mois de janvier puis au repos dans la région de Chalons-sur-Marne jusqu'au 21 mars, date à laquelle il fait mouvement vers Saint-Dizier et Verdun où il tient un sous-secteur de tranchées pendant la première quinzaine d'avril.
- Début mai, le groupe gagne la Somme, passe à Piquigny le 15 mai et progresse lentement vers le Pas-de-Calais. Il reste sans activité à Auxi-le-Château, non loin d'Abbeville jusqu'au 21 octobre 1915. Il participe alors, jusqu'à la fin du mois, à une mission de défense de la voie ferrée Étaples-Abbeville contre les éventuelles attaques d'aéronefs.
- Dès le début novembre, le 2e groupe, en alternance avec les 7e et 12e groupes, est assigné à un centre de défense sur le front sud-ouest d'Arras à Bailleulval.

1916
- Poursuite du service de tranchées à Bailleulval en janvier et pendant la première quinzaine de février avant un retour à Auxi-le-Château. Début mars, accompagnant le 1er corps de cavalerie, le groupe stationne à Montdidier avant de rejoindre Boulogne-Billancourt à la fin du mois pour être dissous en tant que groupe de marine.
- Reconstitué en tant qu'unité de l'armée de terre le 15 avril 1916, le 2e groupe d'autos-mitrailleuses et d'autos-canons (GAMAC) quitte Boulogne le 3 mai. Il passe le mois de mai à Gournay-en-Bray avant de prendre un service de tranchées à Moreuil du 28 mai au 18 juin. Du 20 juin au 10 août, le groupe reste en arrière du front à Crèvecœur-le-Grand puis à Sommereux avant de reprendre pour la deuxième quinzaine d'août un service à Buscourt (Somme) où plusieurs hommes sont blessés dans cette phase de la bataille de la Somme.
- De début septembre au 20 novembre, le groupe cantonne dans la Somme puis dans l'Oise pour prendre le 24 novembre un secteur de tranchées au nord de Choisy-au-Bac dans la forêt de Laigue, en binôme avec le 12e GAMAC.

1917
- Le groupe poursuit son service de tranchées dans les boucles de l'Oise jusqu'à la mi-mars pour ensuite passer de stationnements en stationnements dans l'Oise, sans activité réelle jusqu'à fin mai.
- Début juin, le 2e et le 12e GAMAC avancent de quelques kilomètres à la limite des départements de l'Oise et de l'Aisne où ils posent leur cantonnement à Bourguignon. Ils sont chargés en alternance d'un service de tranchées dans le centre de défense de Bernagousse, en basse forêt de Coucy-le-Château. C'est là que le 31 décembre 1917, de nombreux hommes sont victimes d'une intoxication aux gaz toxiques lors d'un bombardement.

1918
- Après avoir quitté le secteur de Bernagousse le 22 janvier, le groupe s'éloigne du front, cantonne à Audignicourt jusqu'au 22 mars, lorsqu'il est appelé d'urgence en renfort pour la défense de Chauny, sur la canal de l'Oise. Le front est enfoncé et le groupe se replie vers l'Oise. Il passe de cantonnements en cantonnements avant de faire mouvement vers les Flandres belges le 12 avril.
- Le 2e et le 12e GAMAC sont en position de surveillance à la frontière franco-belge dans la région de Houtkerque et La Clyte toute la deuxième quinzaine d'avril, relativement éloignés des rudes combats de la Troisième bataille des Flandres dans légions des Monts où sont engagés les GAMAC du 2e corps de cavalerie[1].
- Puis ils reviennent vers l'Oise où ils font plusieurs étapes avant de vifs engagements sur l'Ourcq, vers Marizy et Neuilly-Saint-Front du 1er au 3 juin 1918. Ensuite, à l'exception d'une dizaine de jours d'engagements AMAC à Fressancourt (Marne) en octobre, au cours desquels le 2e GAMAC déplore un blessé et un tué, les deux groupes restent globalement inoccupés, passant de cantonnement en cantonnement dans les départements de l'Aube et de la Marne, avant de progresser lentement vers la Lorraine. C'est ainsi que l'armistice les trouvent stationnés à Houdelaincourt (Meuse).

### Après l'armistice en France et en Allemagne
1918
Au lendement de l'armistice, le 2e groupe continue sa lente progression en Lorraine, se trouve le 19 novembre à Metz où il ne participe pas au grand défilé pour la libération de la ville, puis se dirige vers Saarlouis. Dans les premiers jours de décembre il revient en France, passe à Bitche dans les Vosges pour gagner le sud de la Rhénanie-Palatinat, stationner à Pirmasens puis à Annweiller jusqu'à la fin de l'année.
1919 - 1922
- Le groupe reste à Annweiler jusqu'à début février 1919 avant de rejoindre Worms pour un stationnement de deux mois. C'est de cette ville que les voitures blindées modèle 1915 sont conduites au Centre d'instruction des autos-mitrailleuses à Versailles pour restitution. Leurs équipages se rendent aux usines Berliet à Vénissieux pour prendre livraison des nouvelles autos-mitrailleuses White TBC. Celles-ci sont embarquées sur des wagons le 18 mai 1919 pour rejoindre directement Worms.

White TBC du 2e GAMAC à Sarrebruck (octobre 1919).

- Équipé de ses nouveaux véhicules, le 2e groupe reste à Worms fin mai et tout le mois de juin, puis passe les mois de juillet et août à Stockstadt avant de revenir à Worms en septembre. Il est envoyé en urgence à Sarrebruck le 6 octobre 1919 pour participer au maintien de l'ordre et faire face aux émeutiers qui manifestent autant contre  le nouveau gouvernement allemand que contre la présence française en Sarre, préfiguration de la tutelle qu'elle va y exercer au nom de la Société des nations à compter du 1er janvier 1920.
- Le 3 novembre 1919, le 2e GAMAC est dirigé sur son cantonnement définitif à Strasbourg qu'il partage avec le 3e régiment de hussards.

## Commandants du2egroupe
- Période Marine[2].
  - Lieutenant de vaisseau André Barbière (fin septembre 1914 - 7 mars 1916) qui commande également la 3e section.
  - L'enseigne de vaisseau de 1re classe Gustave Salières[2] commande la 4e section du 1er octobre 1914 à son évacuation pour maladie fin mars 1915. Il meurt à l'hôpital temporaire n°12 de Verdun le 24 avril 1915. Peu de temps avant, l'enseigne de vaisseau de 1re classe Amédée Reille, chef de la 14e section (7e groupe), avait été nommé pour le remplacer. L'EV Reille avait accepté cette mutation sous réserve de faire permuter avec lui toute sa section tandis que la section Salières passerait au 7e groupe et y recevrait un nouveau chef. Le commandement des groupes d'autos-canons de la Marine ayant accepté cette exigence, le 2e groupe se trouve de facto recomposé jusqu'à la fin de la campagne. Toutefois, la 14e section ne conserve l'EV Reille que cinq mois.
  - L'enseigne de vaisseau de 2e classe Maurice Rocq prend le commandement de la 14e section le 1er septembre 1915, à la suite de l'EV Reille. Il le conserve jusqu'au 7 mars 1916, lorsque, ayant été promu enseigne de vaisseau de 1re classe, il prend le commandement du groupe par intérim au départ du LV Barbière.
- Période Cavalerie[3]
  - Capitaine Paul Labrosse-Luyyt (15 mars 1916 - 21 septembre 1918).
  - Capitaine Maxime Papin (21 septembre 1918 - 31 décembre 1919).
  - Capitaine Aymar de Dampierre (25 mars 1920 - 10 septembre 1920).
  - Capitaine André Bruyant (10 septembre 1920 - 26 juillet 1921).
  - Capitaine Louis Pouzet (26 juillet 1921 - après novembre 1922).

## Pertes du groupe
Plus de la moitié des pertes connues du 2e groupe sont concentrées le 31 décembre 1917 lors d'un bombardement des tranchées avec des gaz toxiques. On note peu de pertes par rapport à d'autres groupes dans des engagements qualifiés d'Action AMAC, pour signifier une opération dans laquelle il a été fait principalement appel aux spécificités de ces unités mobiles composées de voitures blindées, bien armées en mitrailleuses et canons, servies par du personnel expérimenté et solidaire. Il est probable que d'autres pertes n'ont pu être repérées, sachant que dans plusieurs cas il n'a même pas été possible de retrouver l'identité des hommes blessés.
| Batailles et combats                      | Dates      | Type d’action | Tués | Blessés |
| ----------------------------------------- | ---------- | ------------- | ---- | ------- |
| Buscourt                                  | 21/8/1916  | Tranchées     |      | 3       |
| Secteur de Coucy le Château - Bernagousse | 31/12/1917 | Tranchées     |      | 13      |
| Breteuil                                  | 4/4/1918   | Cantonnement  | 2    | 2       |
| Montvoisin                                | 17/7/1918  | AMAC          | 2    | 3       |
| Fressancourt                              | 15/10/1918 | AMAC          | 1    | 2       |
| TOTAL                                     |            |               | 5    | 23      |

On note que cinq officiers sont mis hors de combat : l’EV Salières, mort de maladie le 24 avril 1915 à Verdun, les lieutenants Baey, Baumgartner, Morel et Picard, blessés en 1918.

## Distinctions et décorations
Le 2e groupe d’autos-mitrailleuses est cité à l’ordre de la 3e armée du 8 mai 1918 :

« Devant R... le 2e groupe d'A. M. C., est constamment resté en avant des lignes au contact immédiat de l'ennemi qu'il a arrêté et maintenu magnifiquement sous son feu, lui causant des pertes sérieuses malgré un bombardement constant sous lequel il a très adroitement manœuvré. »

## Personnalités ayant servi au sein du groupe
- César Elzéar Boniface de Castellane (1891-1967), sous-lieutenant, neveu éloigné de Jean de Castellane, commandant du 4e GAMAC en 1916 et du frère de ce dernier, Boni de Castellane, célèbre dandy de la Belle Époque.
- Amédée Reille (1873-1944), École navale, enseigne de vaisseau de 1re classe, député du Tarn (1899-1914), descendant direct du maréchal Masséna et du maréchal Soult.
- Gaston Trouard-Riolle (né en 1888), lieutenant, fils de Georges Trouard-Riolle, directeur de l'École nationale d'agriculture de Grignon, petit-neveu d'Auguste Trouard-Riolle, député.

## Matériels
Au départ de Vincennes le 27 septembre 1914, la 3e section est dotée de :
- 3 autos-canons Peugeot modèle 1914, simples camions à plateau et ridelles en bois, dont le conducteur et le passager ne sont protégés que par un masque en acier, équipés d'un canon de 37 mm à tir rapide de la Marine.
- 2 autos-mitrailleuses Renault modèle 1914, équipées d'une mitrailleuse de Saint-Étienne modèle 1907[6].
- 1 fourgon

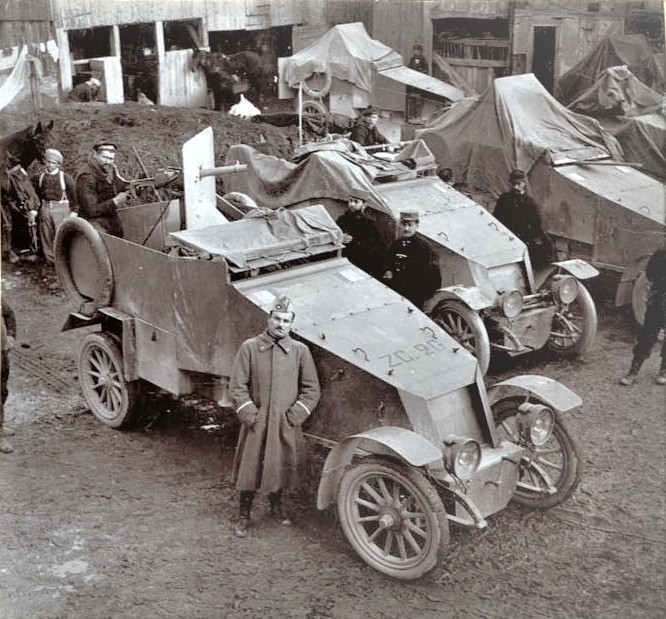
Auto-canon Renault 2e Groupe d'AC Marine (février 1915).

Le 5 octobre la 4e section quitte le parc automobile avec la même dotation.
Les autos-mitrailleuses modèle 1914 sont remplacées au tout début de janvier 1915 par des Renault blindés modèle 1915. Les autos-canons Peugeot modèles 1914, du type baquet, sont remplacés le 5 janvier 1915 par des Renault modèle 1914 blindés avec des tôles de 4 mm. Ces derniers sont eux-mêmes remplacés par les nouveaux autos-canons Peugeot blindés modèle 1915 le 5 mars 1915. Ces modèles restent en service jusqu'en 1919.

Début mai 1919, le groupe est entièrement rééquipé à Lyon d'autos-canons-mitrailleuses de type White TBC.